# Tantura
Pour plus de détails, voir Fiche technique et Distribution.
Cet article concerne le film documentaire israélien. Pour le village palestinien et le massacre supposé objet de ce documentaire, voir al-Tantoura.
Tantura est un film documentaire israélien réalisé par Alon Schwarz et sorti en 2022.  Il raconte le massacre perpétré par la brigade Alexandroni, une unité d'élite de la toute nouvelle armée israélienne, dans le village palestinien homonyme le 23 mai 1948.

## Synopsis
Ce documentaire repose sur des témoignages de vétérans israéliens, nonagénaires au moment de la réalisation du documentaires, de Palestiniens, ainsi que sur des témoignages audio d'anciens soldats de la brigade Alexandroni qu'avait enregistré pour sa thèse Theodore Katz à la fin des années 1990, alors qu'il était étudiant à l'université de Haïfa.

## Fiche technique
- Titre : Tantura
- Réalisateur : Alon Schwarz
- Scénario : Halil Efrat, Alon Schwarz et Shaul Schwarz
- Production : Reel Peak Films - Time Studios
- Pays de production :  Israël
- Genre : documentaire
- Durée : 85 minutes
- Date de sortie : États-Unis - 20 janvier 2022[2]

## Nominations
- Festival du film de Sundance 2022[3]
- Cleveland International Film Festival 2022
- DocAviv Film Festival 2022
- Hong Kong International Film Festival 2022
- Awards of the Israeli Film Academy 2022